# 阿恰勒河

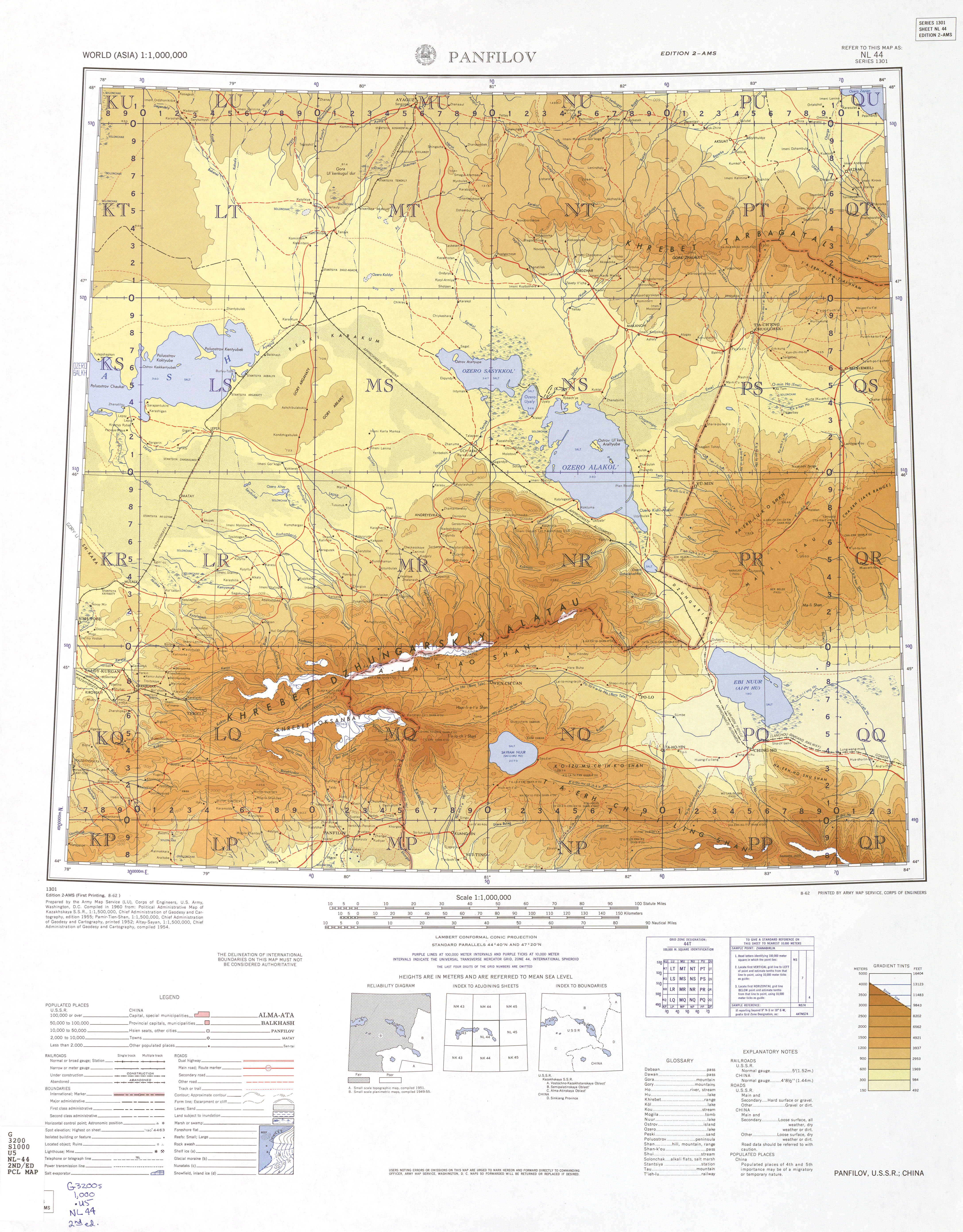
包含博尔塔拉州的地图，阿恰勒河（Po lo kuo po sung Ho）位于图中下方。

阿恰勒河也称阿沙勒阿乌孜河、阿卡尔河，流经中华人民共和国新疆维吾尔自治区伊犁哈萨克自治州尼勒克县和博尔塔拉蒙古自治州精河县地区的一条河流，是博尔塔拉河右岸支流，发源于尼勒克县西北部科古琴山南坡，向东流32千米后转东北经尼勒克会岸进入精河县境内，之后穿越科古琴山与博罗科努山之间约9千米的峡谷后出山口，河流进入平原区后，下行约24千米，经新疆生产建设兵团第五师八十三团和精河县托里镇沙子山灌区后渗入地下，又在博尔塔拉河谷南岸冲洪积扇下缘溢出，汇入博尔塔拉河。山口以上河长90千米，流域面积628平方千米，年均径流量约1.108亿立方米。